# Odeão de Domiciano
Odeão de Domiciano era um antigo edifício romano no Campo de Marte, em Roma, utilizado para apresentações musicais e peças teatrais para um público de até 11 000 pessoas. Iniciado por Domiciano  um pouco mais ao sul de seu estádio, e imitando os antigos odeões gregos, foi completado (ou restaurado) em 106 por Apolodoro de Damasco. O formato de sua cavea foi preservado pela fachada curva do Palazzo Massimo alle Colonne, mas a única ruína de fato é uma coluna monolítica cipolina, possivelmente parte do palco, bem em frente da fachada posterior do palácio.

## Galeria

Imagens
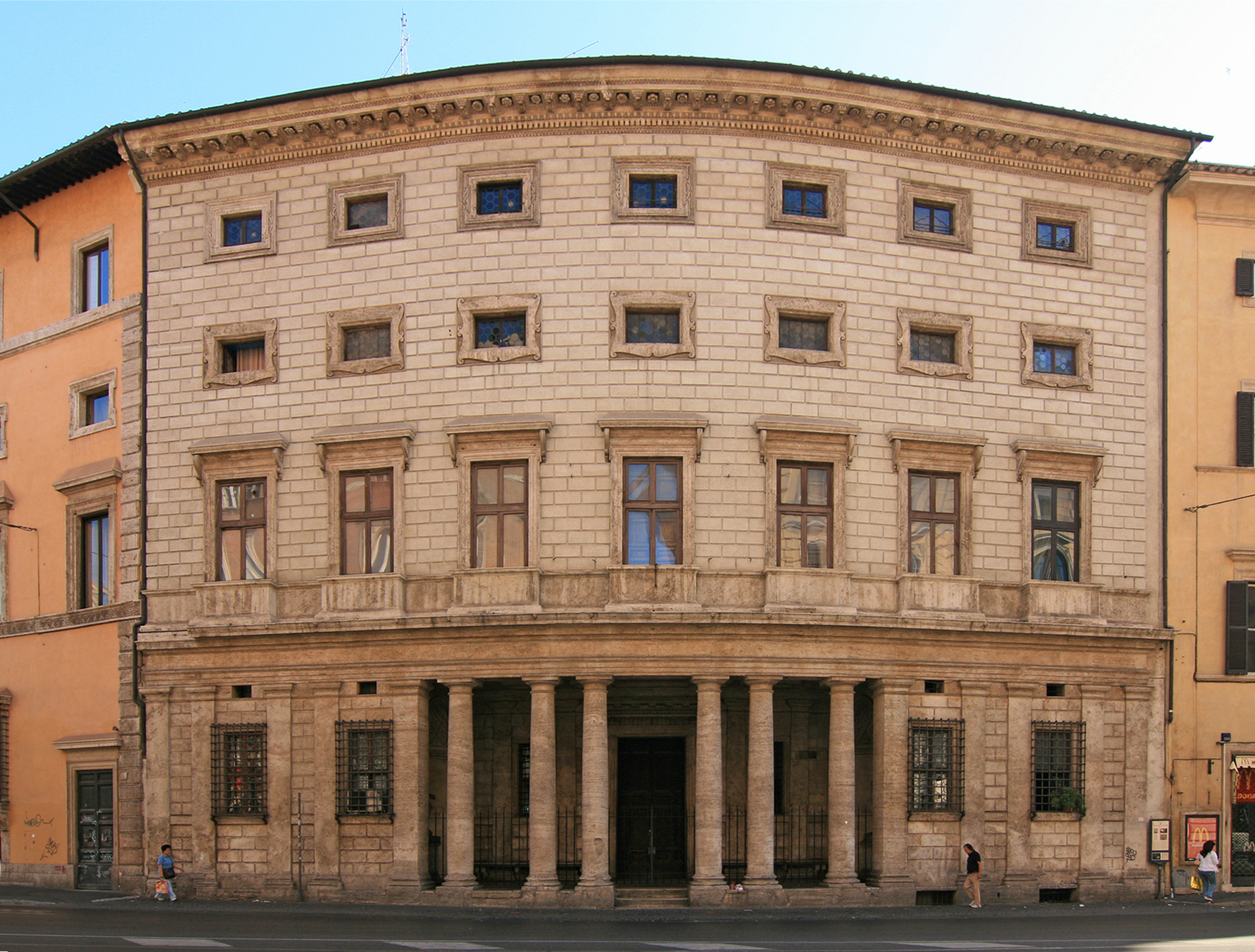
Palazzo Massimo alle Colonne
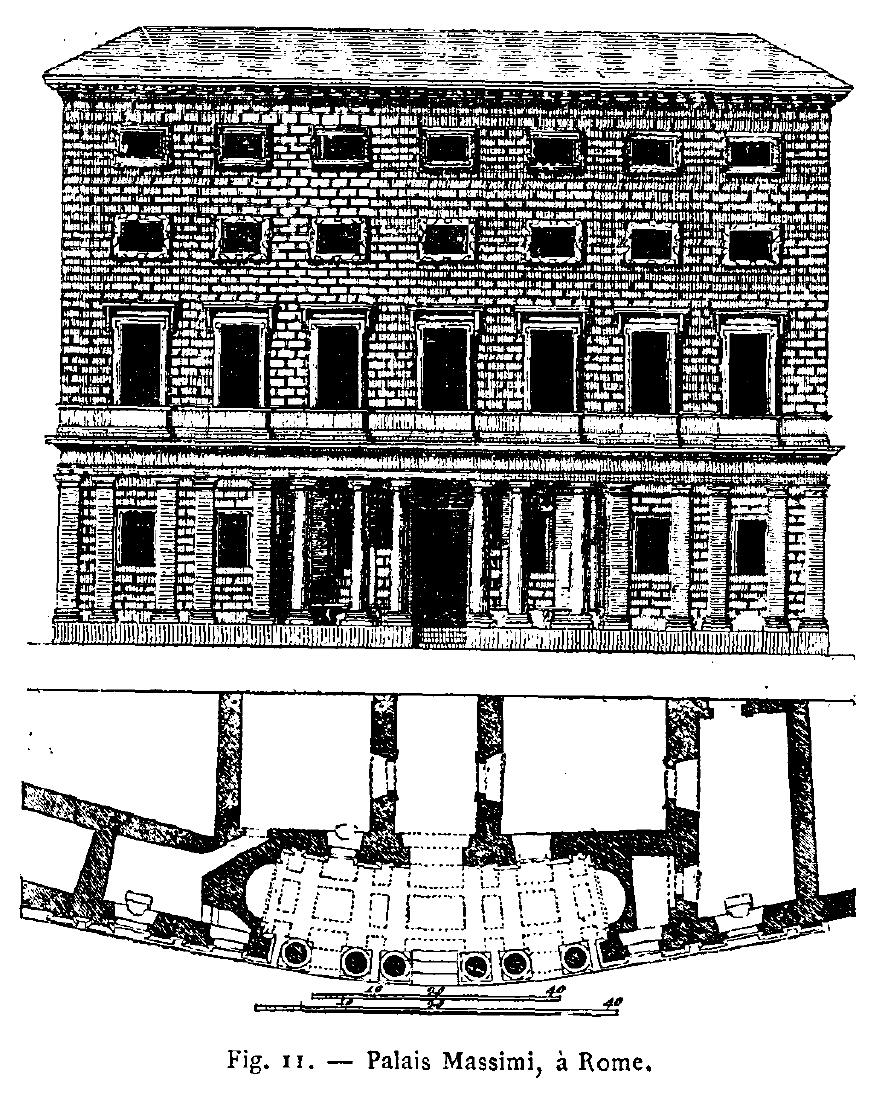
Gravura com o esquema estrutural do Palazzo Massimo alle Colonne
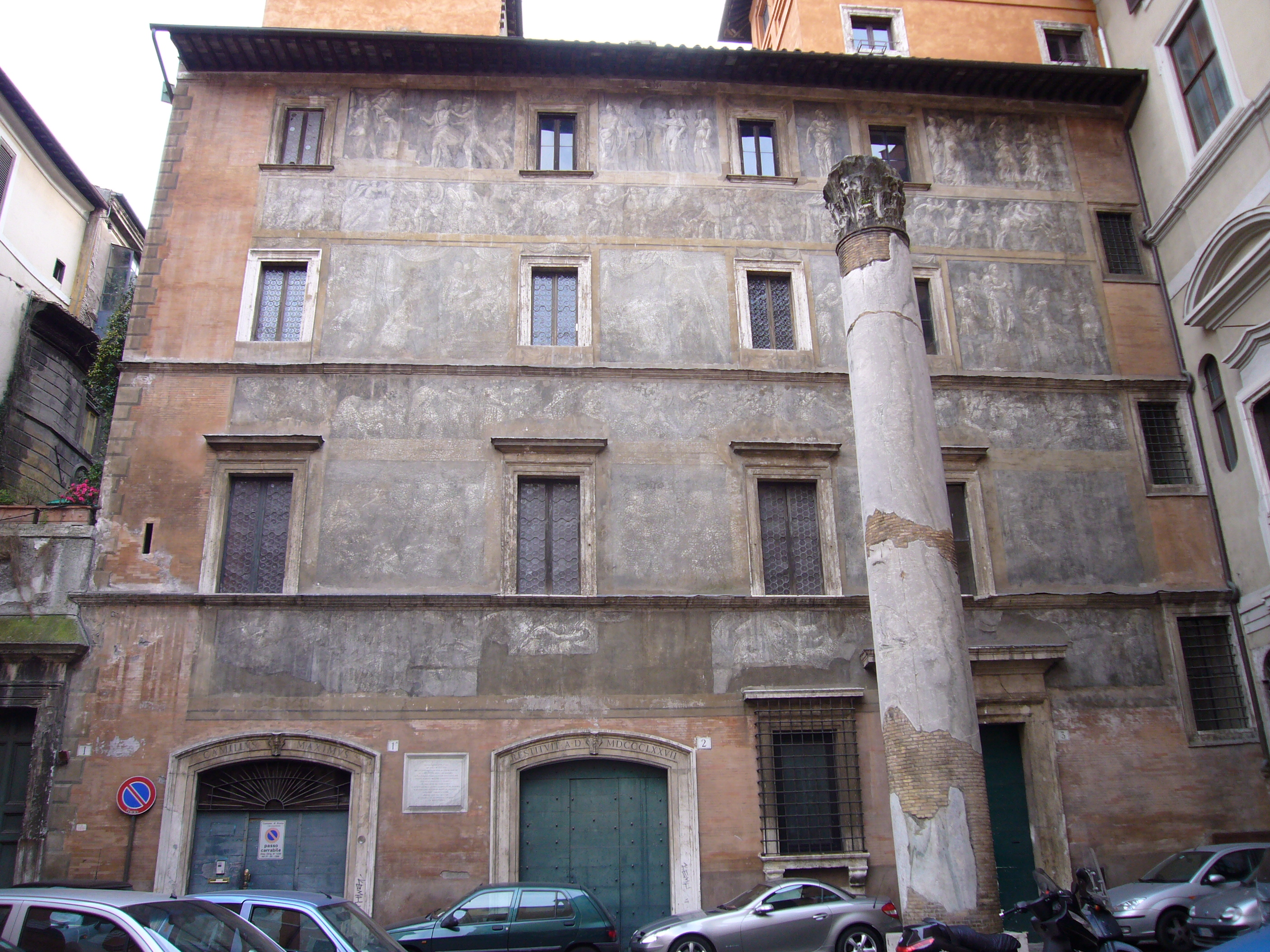
Fundos do palácio e a solitária coluna remanescente do Odeão de Domiciano, que provavelmente ficava na frente do palco.

## Localização
| Planimetria do Campo de Marte central |
| --- |
| Termas de Nero Estádio de Domiciano Panteão Basílica de Netuno Termas de Agripa Estagno ? Odeão de Domiciano Ínsulas da época de Adriano Galpões militares? Galpões militares? Galpões militares? Septa Júlia Diribitório Pórtico dos Deuses Água Virgem Arco de Cláudio Pórtico de Vipsânia Quartel da I coorte dos vigiles Iseu Templo de Minerva Calcídica Altar de Marte Via Flamínia Via Flamínia Templo de Adriano Templo de Matídia Teatro de Pompeu Templos do Largo Argentina Pórtico de Minúcio Coluna de Marco Aurélio T. de M. Aurélio e Faustina (?) Arco de M. Aurélio (?) Coluna de Antonino Pio Ustrino de Faustina Maior Ustrino de Faustina Menor Via Reta Pórtico e Templo de Bom Evento Pórtico de Pompeu Arco Novo Pórtico de Meleagro Pórtico dos Argonautas Piazza della Rotonda Vila Pública |